# Jelly Belly-Pool Gel/2005
Deze pagina geeft een overzicht van de wielerploeg Jelly Belly-Pool Gel in 2005.

## Renners
| Naam             | Geboortedatum | Nationaliteit    | Ploeg 2004                     |
| ---------------- | ------------- | ---------------- | ------------------------------ |
| Kirk Albers      | 06-02-1969    | Verenigde Staten | Jelly Belly-Aramark            |
| Benjamin Brooks  | 21-03-1979    | Australië        | Jelly Belly-Aramark            |
| Alex Candelario  | 26-02-1975    | Verenigde Staten | Jelly Belly-Aramark            |
| Mariano Friedick | 09-01-1975    | Verenigde Staten | Jelly Belly-Aramark            |
| Brice Jones      | 09-01-1979    | Verenigde Staten | Health Net presented by Maxxis |
| Kayle Leogrande  | 29-03-1977    | Verenigde Staten | neoprof                        |
| Caleb Manion     | 30-01-1981    | Australië        | Jelly Belly-Aramark            |
| David McCook     | 24-12-1969    | Verenigde Staten | McGuire                        |
| Danny Pate       | 24-03-1979    | Verenigde Staten | Health Net presented by Maxxis |
| Jeremy Powers    | 29-06-1983    | Verenigde Staten | Jelly Belly-Aramark            |
| Matthew Rice     | 29-04-1979    | Australië        | Down Under-CyclingNews.com     |

2000 · 2001 · 2002 · 2003 · 2004 · 2005 · 2006 · 2007 · 2008 · 2009 · 2010 · 2011 · 2012